# Last Days
Last Days는 다이나믹 듀오가 2008년 8월 21일 발표한 정규 4집 앨범이다.

## 수록곡
1. Intro - Last Days (Feat: MYK)
2. 길을 막지마
3. Solo (Feat: Alex)
4. 어머니의 된장국 (Feat: Ra.D)
5. Trust Me (Feat: Supreme Team)
6. 해변의 Girl (Feat: 박진영)
7. Make Up Sex
8. Want You Back (Feat: 0CD)
9. Good Love (Feat: BSK a.k.a 김범수)
10. Don't Say Goodbye (Feat: J)
11. Give Me the Light
12. 들쥐떼들
13. 아버지 (Feat: Ra.D)
14. 숨 (Feat: Sean2Slow)

## 특징
- 7번 트랙 "Make Up Sex"의 선정적인 가사와 5번 트랙 "Trust Me"의 자극적인 가사로 인해 청소년보호위원회로부터 청소년 청취 금지 판정을 받아 19세 이상만 구입 가능하다.

## 한정판
Last Days (한정판)은 이 음반의 한정판으로, 총 3곡의 리믹스 곡이 추가적으로 수록되어있다.

### 추가 수록곡
15. 길을 막지마 (Remix Version) 

16. Solo (Remix Version) 

17. 출첵 (Remix Version)

## 참조
- 네이버 뮤직
- 힙합플레이야
- 힙합플레이야 (한정판)